# Средња медицинска школа Сента
Средња медицинска школа Сента је средња стручна школа која се налази у Сенти на Главном тргу 12. 

## Опште информације
Образовно-васпитни рад се реализује на српском и мађарском језику.

## Историјат[1]
У Сенти је 1959. године отворена Школа за образовање медицинских сестара-техничара и болничарки, која се општепознатије звала Медицинска школа. То је била прва стручна школа у граду. Иницијатор отварања ове школе је био директор сенћанске болнице чија нова зграда је била управо те године саграђена. 
Прво мађарско одељење је било попуњено ученицима који су завршили други разред гимназије. Ти ученици су преподневно учествовали на практичној настави, а послеподневно су у згради гимназије наставили са учењем. Прва генерација је матурирала 1962. године. Ученици који су те године завршили средње образовање у Медицинској школи, посао су добили у сенћанским здравственим установама као стручно оспособљени медицински радници.

## Подручја рада и профили
Средња медицинска школа Сента има следећа подручја рада и профиле:
- фармацеутски техничар[2]
- медицинска сестра техничар[3]

## Статистика[1]
| Школска година | Број ученика |
| -------------- | ------------ |
| 2023/24        | 300          |
| 2022/23        | 304          |
| 2021/22        | 305          |
| 2020/21        | 313          |
| 2019/20        | 308          |